# Musaeum

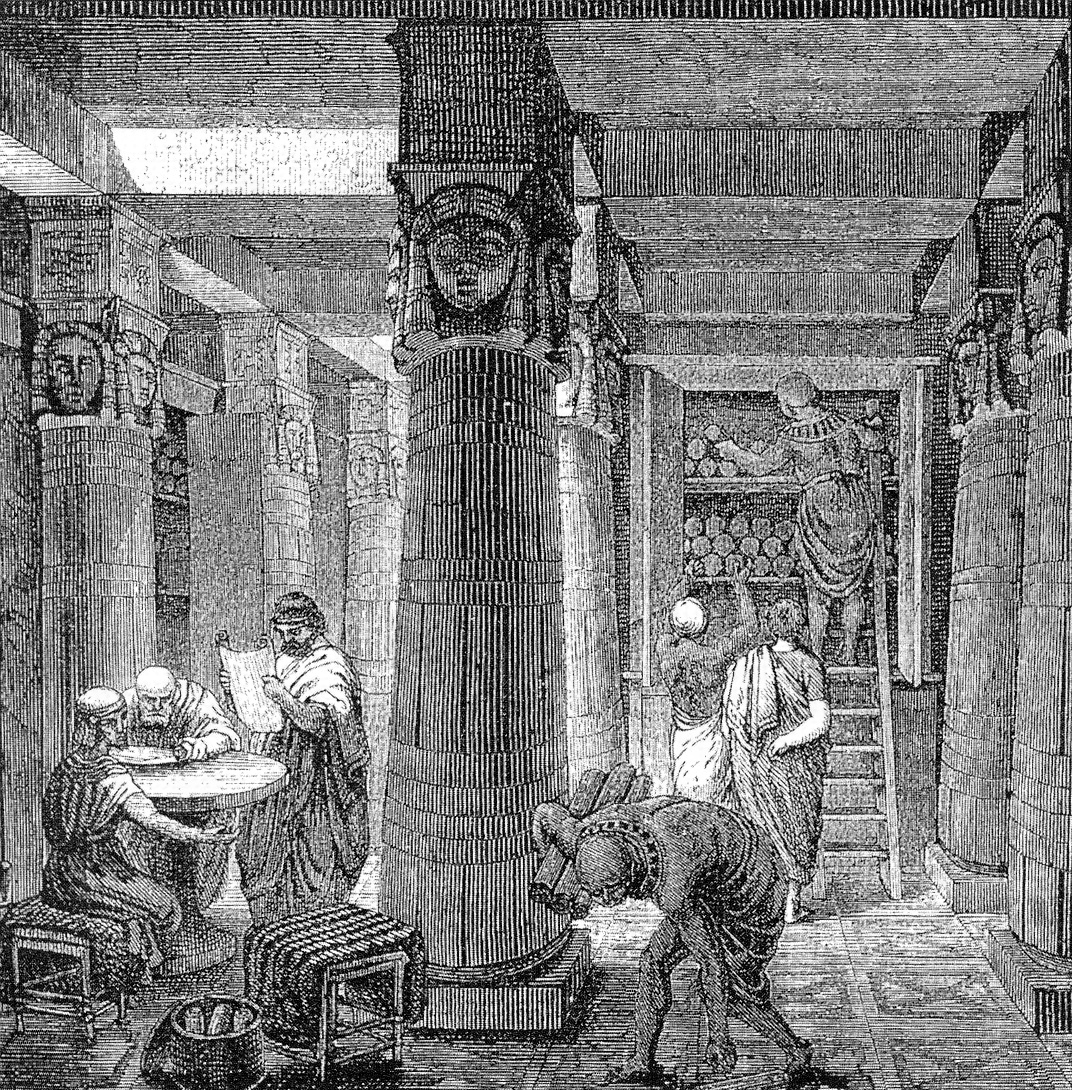
Thư viện cổ Alexandria.

Musaeum hoặc Mouseion tại Alexandria (tiếng Hy Lạp cổ: Μουσεῖον τῆς Ἀλεξανδρείας), bao gồm cả Thư viện Alexandria nổi tiếng, là một tổ chức  được cho là do Ptolemaios I Soter thành lập. Musaeum nguyên gốc ("Tổ chức của các Muses") là ngôi nhà của âm nhạc và thi ca, là một ngôi trường triết học và thư viện tương tự như Học viện Plato, và cũng là một kho lưu trữ thư tịch. Nó không phải nơi sưu tập các tác phẩm nghệ thuật, mà thay vào đó là một tổ chức tập hợp một số trong học giả xuất sắc của vùng văn hóa Hy Lạp, tương tự như một trường đại học ngày nay. Cái tên Musaeum là nguồn gốc của từ museum, có nghĩa là "bảo tàng" trong nhiều ngôn ngữ châu Âu hiện nay.

## Các học giả nổi bật
Các học giả sau đây được biết đến là đã nghiên cứu, viết bài hoặc thực hiện các thí nghiệm của họ tại Musaeum của Alexandria.
- Archimedes   - cha đẻ của ngành kỹ thuật
- Aristarchus của Samos - đề xuất hệ thống thuyết nhật tâm đầu tiên
- Callimachus   - một nhà thơ, nhà phê bình và học giả nổi tiếng
- Erasistratus - bác sĩ và nhà đồng sáng lập của Học viện Y khoa ở Alexandria cùng với Herophilus
- Eratosthenes - đề xuất rằng trái đất hình cầu và tính toán gần chính xác chu vi của nó.
- Euclid - cha đẻ của hình học
- Herophilus - bác sĩ nổi tiếng và người sáng lập phương pháp khoa học
- Hipparchus - người sáng lập môn lượng giác
- Pappus - nhà toán học
- Hero - cha đẻ của ngành cơ khí

## Di sản
Tên gọi Musaeum hoặc Tổ chức của các Muses là nguồn gốc cho việc sử dụng hiện đại của từ museum (bảo tàng). Ở nước Pháp thời kỳ đầu hiện đại, nó được sử dụng với ý nghĩa một cộng đồng các học giả tập hợp lại, như là một bộ sưu tập, sau này dần dần mang ý nghĩa là nơi lưu giữ các bộ sưu tập như ngày nay.